# Благовіщенський агропедагогічний інститут
50°15′24″ пн. ш. 127°32′27″ сх. д. / 50.2568° пн. ш. 127.540864° сх. д.
Благовіщенський агропедагогічний інститут — педагогічний інститут у Благовіщенську Далекосхіднього краю РСФСР (зараз — Амурська область РФ), призначений для підготовки кадрів для сільських шкіл Далекого Сходу. Під час впровадження політики українізації на Далекому Сході з жовтня 1931 року при інституті було організовано українське відділення, що мало готувати викладачів української літератури. У 1931–32 навчальному році на відділенні навчалося 14 студентів (та ще 14 — на підготовчому відділенні).
Активну участь у створенні українського відділення взяв відряджений влітку 1931 року президією ВУАН до Далекосхіднього краю проф. А. Синявський, призначений завідувачем кафедри економічної географії інституту. Однак 3/4 всіх навчальних курсів на українському відділенні читалося російською мовою, оскільки в інституті працювали лише 3 українські лектори, що не могло забезпечити задовільну підготовку майбутніх вчителів українських шкіл.
Тому, йдучи назустріч ініціативі керівництва інституту та Далькрайвиконкому, ВЦВК та Наркомат освіти РСФСР з 1933–34 навчального року ухвалив реорганізувати українське відділення Благовіщенського агропедінституту в самостійний український педагогічний інститут народної освіти, який мав би завершити створення повної системи освіти українською мовою на Далекому Сході від початкової до вищої. Український педінститут мав бути створений у м. Спаську на базі існуючого там українського педтехнікуму та мав стати ланкою цілого українського навчального педкомбінату, який би включав окремий український агропедінститут, педтехнікум та школи першого і другого ступеня при них. Директор інституту на початку 1930-х — Харченко.